# Long. Live. ASAP
Long. Live. ASAP är rapparen ASAP Rockys debutalbum som släpptes 15 januari 2013.

## Låtlista
| Nr  | Titel                                                                                                 | Kompositör | Producent(er)                                                                     | Längd |
| --- | --- | --- | --------------------------------------------------------------------------------- | ----- |
| 1.  | Long Live A$AP                                                                                        | Rakim Mayers, James Scheffer, Richard Butler, Jr., Michael Mule, Issac Deboni, Frank Romano, Laura Jane Lowther                                       | Jim Jonsin, Rico Love, Finatik & Zac (co.), Frank Romano (co.), LORD FLACKO (co.) | 4:50  |
| 2.  | Goldie                                                                                                | Mayers, Chauncey Hollis | Hit-Boy                                                                           | 3:12  |
| 3.  | PMW (All I Really Need) (featuring Schoolboy Q)                                                       | Mayers, Quincy Matthew Hanley, Tyler Williams | T-Minus, Nikhil Seetharam (co.)                                                   | 5:37  |
| 4.  | LVL                                                                                                   | Mayers, Michael Volpe | Clams Casino                                                                      | 3:40  |
| 5.  | Hell (featuring Santigold)                                                                            | Mayers, Volpe, Santi White | Clams Casino                                                                      | 3:52  |
| 6.  | Pain (featuring OverDoz)                                                                              | Mayers, Khalid "Kent Jamz" Muhammed, Jess "Joon" Willard, Soufien Rhouat                                                                              | Soufien3000                                                                       | 3:53  |
| 7.  | Fuckin' Problems (featuring Drake, 2 Chainz & Kendrick Lamar)                                         | Mayers, Aubrey Graham, Kendrick Duckworth, Tauheed Epps, Noah Shebib, Sean Garrett                                                                    | 40, C. Papi (co.)                                                                 | 3:54  |
| 8.  | Wild for the Night (featuring Skrillex & Birdy Nam Nam)                                               | Mayers, Sonny Moore, Mickael "Lil Mike" Dalmoro, Denis "Need" Lebouvier, Thomas Parent, ulien Pradeyrol, Nicolas Vadon                                | Birdy Nam Nam, Skrillex (Remixed by Skrillex, LORD FLACKO)                        | 3:30  |
| 9.  | 1 Train (featuring Kendrick Lamar, Joey Bada$$, YelaWolf, Danny Brown, Action Bronson & Big K.R.I.T.) | Mayers, Ariyan Asllani, Michael Atha, Duckworth, Hollis, Daniel Sewell, Justin Scott, Jo-Vaughn Virginie, Assala Nasri, Yaacoub Al Khobeisi, Al Naser | Hit-Boy                                                                           | 6:12  |
| 10. | Fashion Killa                                                                                         | Mayers, Hector Delgado, James Laurence, Dylan Reznick, Terius Nash, Christopher Stewart                                                               | Friendzone, Hector Delgado, LORD FLACKO (co.)                                     | 3:56  |
| 11. | Phoenix                                                                                               | Mayers, Brian Burton | Danger Mouse                                                                      | 3:54  |
| 12. | Suddenly                                                                                              | Mayers, Delgado, Tyshaun Holloway, Curtis Williams | LORD FLACKO, Hector Delgado (co.), A$AP Ty Beats (add.)                           | 4:31  |

| 13.          | Jodye                                           | Mayers                                              | Joey Fatts, LORD FLACKO (add.)                    | 4:23  |
| 14.          | Ghetto Symphony (featuring Gunplay & A$AP Ferg) | Mayers, Richard Morales Jr., Jonathan Williams      | V Don, LORD FLACKO, Jonathan “MP” Williams (add.) | 3:57  |
| 15.          | Angels                                          | Mayers                                              | Amsterdam                                         | 3:48  |
| 16.          | I Come Apart (featuring Florence Welch)         | Mayers, Florence Welch, Emile Haynie, Amanda Gosein | Emile Haynie, Amanda Ghost (co.)                  | 3:37  |
| Total längd: | Total längd:                                    | Total längd:                                        | Total längd:                                      | 61:25 |

| 17. | Pretty Flacko (Remix) (featuring Gucci Mane, Waka Flocka Flame & Pharrell) | Mayers, Radric Davis, Juaquin Malphurs, Pharrell Williams, Malquise Rolle | SpaceGhostPurrp | 4:17 |

(co.) = samproducent

(add.) = tillagd produktion